# Antidaphne
Antidaphne es un género con 14 especies de plantas  perteneciente a la familia Santalaceae. 

## Taxonomía
El género fue descrito por Poepp. & Endl. y publicado en Nova Genera ac Species Plantarum 2: 70. 1838. La especie tipo es: Antidaphne viscoidea

## Especies seleccionadas
- Antidaphne amazonensis
- Antidaphne andina
- Antidaphne antidaphneoides
- Antidaphne antidaphnoides
- Antidaphne fendleri
- Antidaphne punctulata
- Antidaphne viscoidea
- Antidaphne wrightii